# Lepelboor

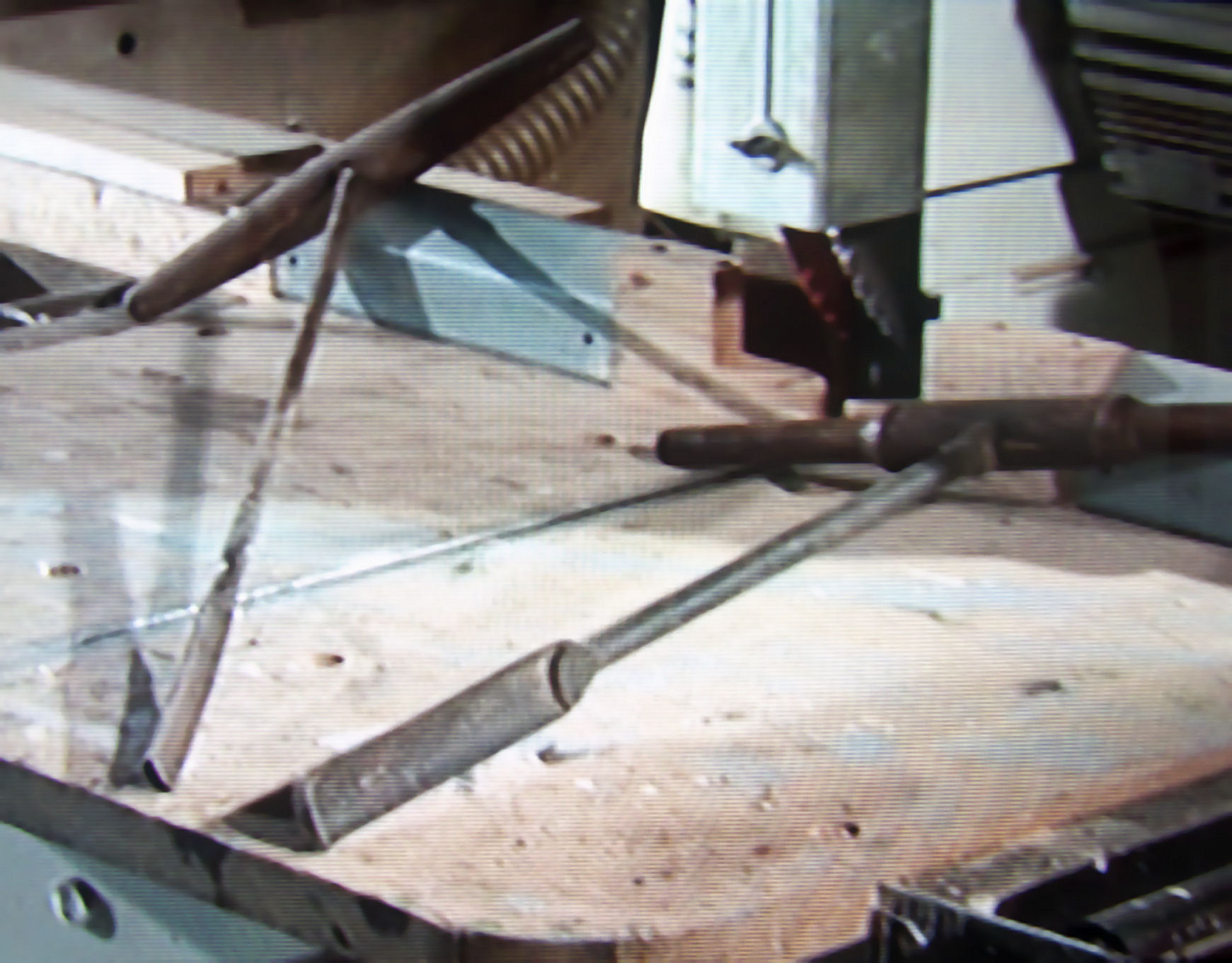
Lepelboren

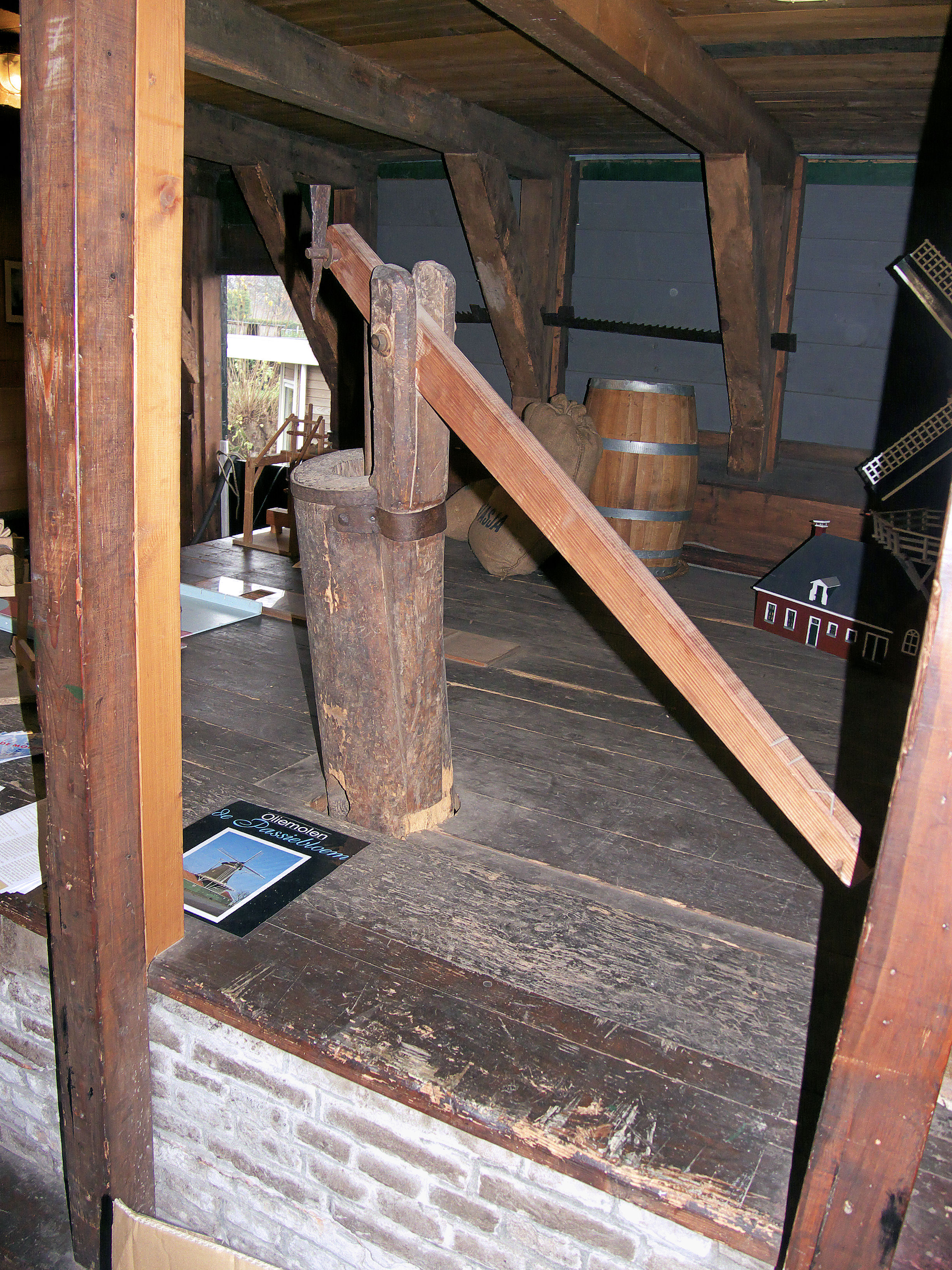
Oliepomp van iepenhout

Een lepelboor is een boor die bestaat uit een stang met onderaan het boorgedeelte bestaande uit een uitholling in de vorm van een doorgesneden buis en bovenaan een handvat. Lepelboren werden vooral in de scheepsbouw en molenbouw gebruikt. Ook werd een lepelboor gebruikt voor het uithollen van klompen.
Een lepelboor werd gebruikt voor het vergroten van boorgaten. Allereerst werd met gewone handboren en ronde boortjes een steeds groter gat gemaakt, dat daarna met lepelboren in oplopende diameter groter werd gemaakt.

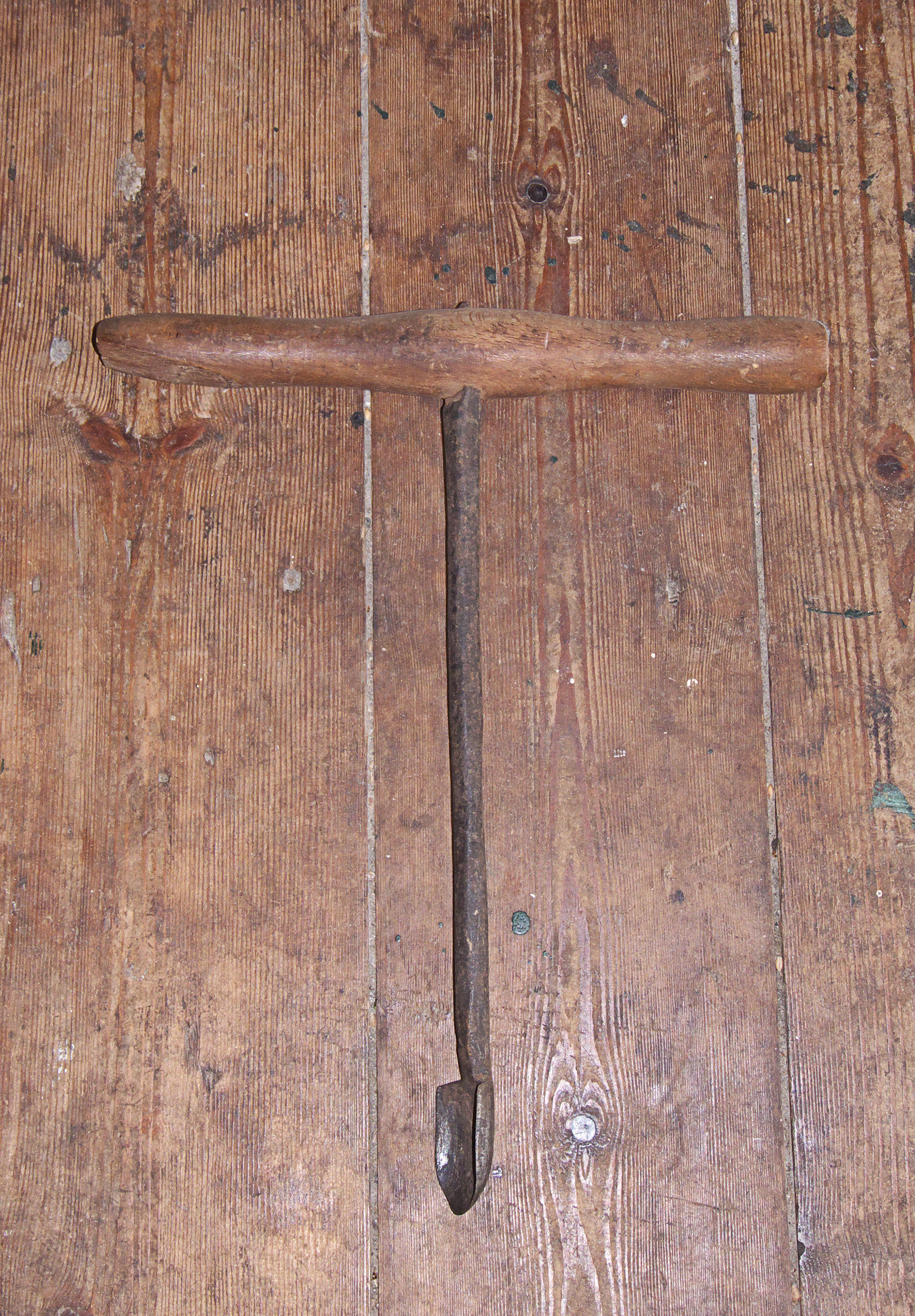
Lepelboor

Een pompboor of pompijzer is een dikke, gedrongen lepelboor voor het uithollen van een boomstam of balk, die met daarin een zuiger gebruikt werd voor het oppompen van water of lijnolie. Onderaan de lepelboor zit vaak een haak waar een ketting aan vastgemaakt kan worden, waardoor er ook nog tijdens het boren aan de boor getrokken kan worden. 